# Цагарели, Авксентий Антонович
Авксе́нтий Анто́нович Цагаре́ли (груз. ავქსენტი ანტონის ძე ცაგარელი; 9 [21] февраля 1857 — 12 [25] августа 1902) — грузинский драматург, режиссёр и актёр, антрепренёр.
Самое известное произведение грузинского классика — комедия-водевиль «Ханума».

## Биография
Родился 9 (21) февраля 1857 года в селении Дигоми.
Учился в духовной семинарии. С раннего детства проявил любовь к грузинскому театру.
В 1878 году появилась первая бытовая пьеса Цагарели, «Другие нынче времена» (постановка 1879), встреченная сочувственно публикой и прессой.
Поэтическое дарование и юмор сказались ещё ярче в последовавших за тем пьесах: «Ханум» (или «Ханума») (постановка 1882) (переведена на русский и армянский языки), «Майко», «Цимбирели» (1886), «Сваха», «Байкуш», «Грузинка-мать», «С чем приедешь, с тем уедешь» (постановка 1902) и др.
Зная близко грузино-армянскую жизнь, Цагарели сумел создать вполне реальные типы из тифлисской простонародной среды.
Ему принадлежат также переводы нескольких драматических произведений — перевёл для грузинского театра около 20 пьес, в том числе пьесы А. Н. Островского.
Вследствие материальной необеспеченности грузинского артиста и писателя Цагарели вынужден был служить на Закавказской железной дороге начальником станции.
Последние два года своей жизни Цагарели провёл в Тифлисе, где принял близкое участие в грузинских изданиях «Моамбэ» и «Цнобис-Пурцели».
Здесь Цагарели напечатал интересные воспоминания о грузинском театре и несколько пьес. Два тома его сочинений вышли в Ново-Сенаки (1899).
Творчество Цагарели ценили И. Чавчавадзе и А. Н. Островский.
На сюжеты пьес Цагарели созданы:
- комическая опера «Кето и Котэ» В. И. Долидзе;
- фильмы: «Кето и Котэ», «Иные нынче времена»;
- спектакль Большого драматического театра «Ханума», записанный для телевидения в 1978 году.

Супруга — Нато Мерабовна Габуния, драматическая актриса.
Похоронен на Кукийском кладбище.